# 蓝莓派
蓝莓派（英語：blueberry pie）是以蓝莓作馅的派。它通常有顶部和底部的派皮。顶部的派皮可以是圆形的， 但蓝莓派也可以没有顶部的派皮。由于蓝莓在夏季成熟，蓝莓派通常在夏天食用。

## 成分
蓝莓派的主要原料为洗净和蒸熟的蓝莓，新鲜或冷冻蓝莓均可使用。其他成分包括面粉, 肉桂, 肉豆蔻, 糖, 香草 和黄油。不同的食谱可能会有不一样的成分。

## 营养素
一个100克的蓝莓派有55卡路里和10%脂，35%糖类，52%水。它有每日营养量的10%维生素K。

## 图集

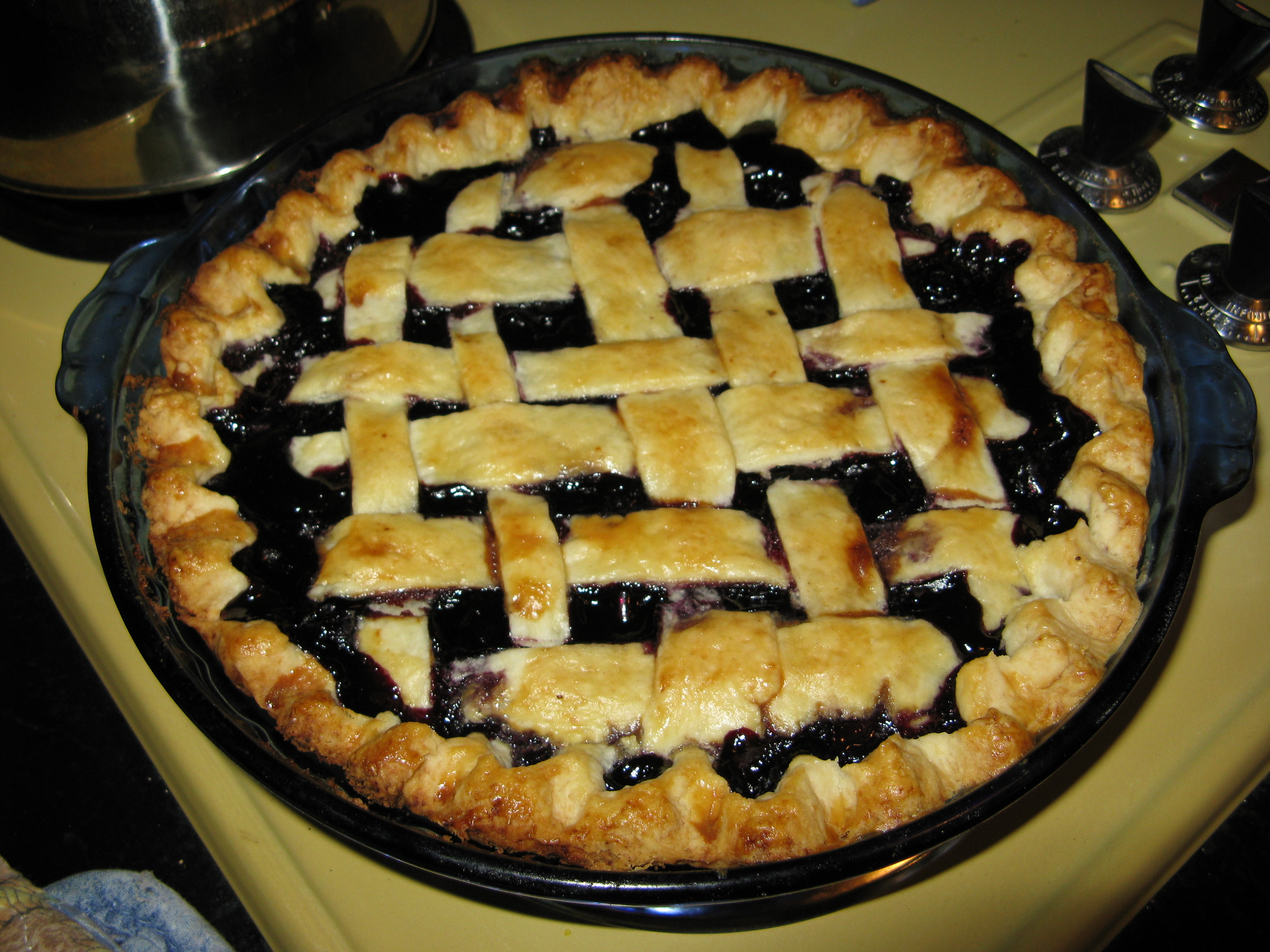
一个蓝莓派
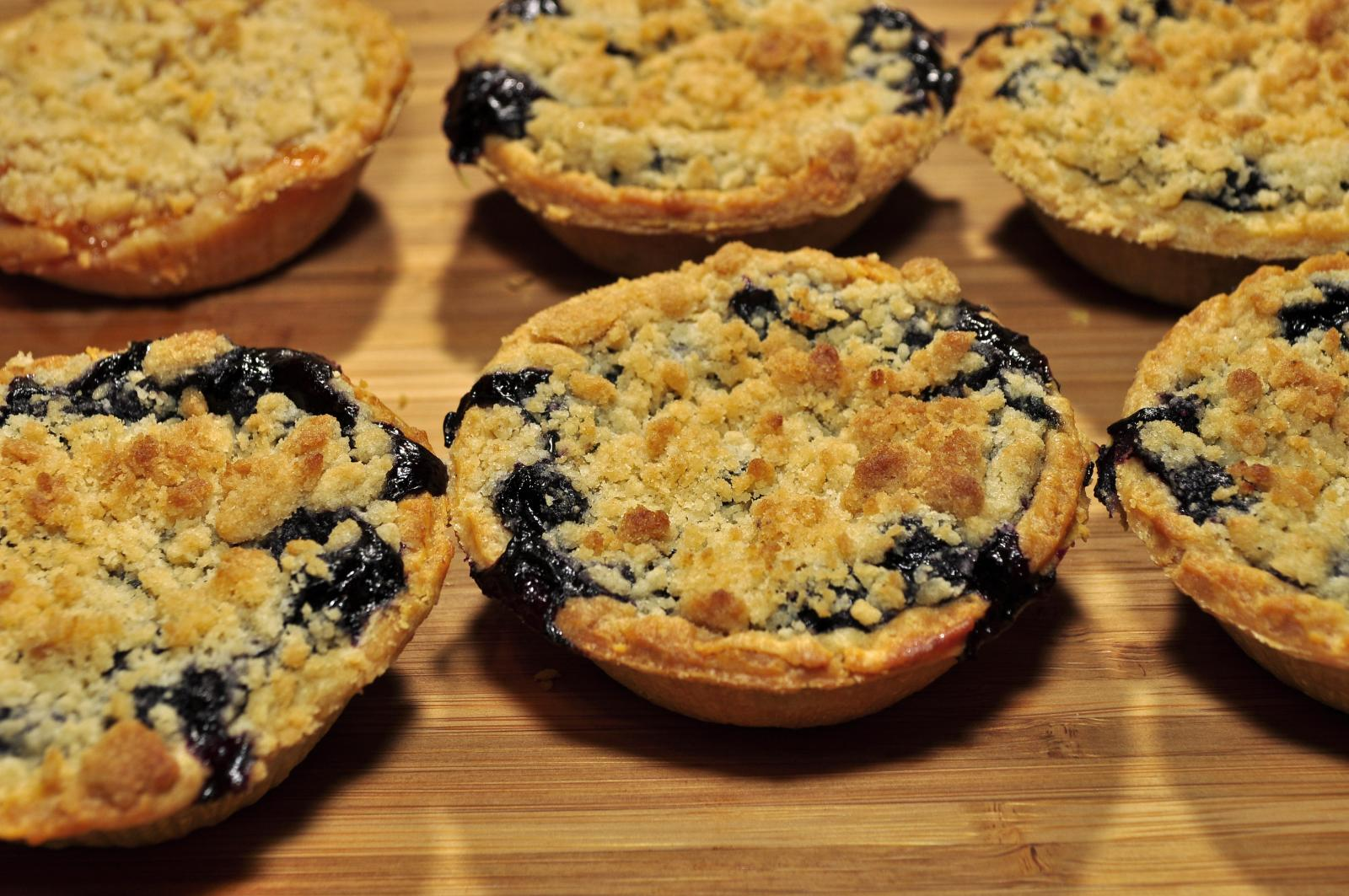
小蓝莓派